# Comuna Novi Obîhodî, Nemîriv
Novi Obîhodî (în ucraineană Нові Обиходи) este o comună în raionul Nemîriv, regiunea Vinnița, Ucraina, formată din satele Novi Obîhodî (reședința) și Samciînți.

## Demografie
Componența lingvistică a satului Novi Obîhodî
     Ucraineană (98,24%)
     Rusă (1,32%)
     Alte limbi (0,44%)
Conform recensământului din 2001, majoritatea populației satului Novi Obîhodî era vorbitoare de ucraineană (98,24%), existând în minoritate și vorbitori de rusă (1,32%).